# Maria Alves
Maria Alves (Lagarto, 7 de novembro de 1947 — Rio de Janeiro, 8 de maio de 2008), cujo nome artístico foi mudado para Maria Dealves após estudo de numerologia, foi uma atriz, diretora, roteirista, cantora e bailarina brasileira.
Um dos personagens mais marcantes da atriz foi na novela Xica da Silva, onde interpretou a escrava Rosa na extinta TV Manchete. Na TV Globo, trabalhou em várias novelas do autor Manoel Carlos entre elas Baila Comigo, Sol de Verão, Felicidade, História de Amor e Por Amor. Outro trabalho importante em sua carreira foi na novela Voltei pra Você (1983) de Benedito Ruy Barbosa onde, ao lado do ator Ruy Resende (Curió), interpretou a personagem Paciência. Na TV Manchete teve destaque em duas telenovelas: A divertida Isaura de Kananga do Japão e a fiel escudeira da Xica, denominada pela mesma como estrupício, a escrava Rosa de Xica da Silva.
No cinema, atuou em 37 filmes como o Romance da Empregada (1984), de Bruno Barreto, e Para Viver um Grande Amor (1988), de Miguel Faria Jr.
Também esteve no elenco da primeira experiência da TV Globo no formato minissérie: Lampião e Maria Bonita de Aguinaldo Silva e Doc Comparato, em 1982.
Faleceu no dia 08 de maio de 2008 no Rio de Janeiro, vítima de câncer.

## Filmografia

### Televisão
| Ano  | Título                     | Personagem                        | Notas                                              |
| ---- | -------------------------- | --------------------------------- | -------------------------------------------------- |
| 2006 | Um Menino Muito Maluquinho | Diretora Marinês                  | Episódio: "Eu não sei arrumar, eu só sei bagunçar" |
| 2001 | As filhas da mãe           | Enfermeira Jussara                |                                                    |
| 1999 | Louca Paixão               | Iracema Rangel                    |                                                    |
| 1998 | A Turma do Pererê          |                                   |                                                    |
| 1997 | Por Amor                   | Maria                             |                                                    |
| 1996 | Xica da Silva              | Rosa                              |                                                    |
| 1995 | História de Amor           | Nazaré                            |                                                    |
| 1994 | A Viagem                   | Francisca                         |                                                    |
| 1993 | Você Decide                | —                                 | Episódio: "Anjos Marginais"                        |
| 1992 | Perigosas Peruas           | Carcereira                        |                                                    |
| 1991 | Felicidade                 | Maria                             |                                                    |
| 1991 | Na rede de intrigas        | Dona Hortência                    |                                                    |
| 1990 | Rosa dos Rumos             | Maurina                           |                                                    |
| 1989 | Kananga do Japão           | Isaura                            |                                                    |
| 1987 | Mandala                    | Carmem                            |                                                    |
| 1987 | Corpo Santo                | Isadora                           |                                                    |
| 1987 | Direito de Amar            | Mulher prestes a dar à luz na rua |                                                    |
| 1986 | Selva de Pedra             | Maria                             |                                                    |
| 1986 | Memórias de um Gigolô      | Vizinha                           |                                                    |
| 1985 | O Tempo e o Vento          | Novembra                          |                                                    |
| 1985 | Tenda dos Milagres         | Valdelice                         | [ 1 ]                                              |
| 1985 | De Quina pra Lua           | Mulher de Severino                |                                                    |
| 1984 | Vereda Tropical            | Dercília                          |                                                    |
| 1983 | Voltei pra você            | Paciência                         |                                                    |
| 1983 | Caso Verdade               | Das Dores                         | Episódio: "Os Filhos de Maria"                     |
| 1982 | Sol de Verão               | Matilde                           |                                                    |
| 1982 | Lampião e Maria Bonita     | Mabel                             |                                                    |
| 1981 | Baila Comigo               | Conceição                         | Prêmio Coadjuvante de Ouro, de Artur da Távola     |
| 1979 | Marron Glacê               | Bizuca                            |                                                    |
| 1979 | Plantão de Polícia         | Odete                             | Episódio: "Inimigo Público"                        |
| 1979 | Aplauso                    | —                                 | Episódio: "O Tesouro de Xica da Silva"             |
| 1970 | Irmãos Coragem             | Salete                            |                                                    |

## Cinema
| Ano  | Título                      | Personagem              | Notas                                     |
| ---- | --------------------------- | ----------------------- | ----------------------------------------- |
| 1964 | Lana, Rainha das Amazonas   | Amazona                 | Não Creditada                             |
| 1975 | A Extorsão                  | —                       |                                           |
| 1976 | Perdida                     | Marizona                | Prêmio APCA de Melhor atriz coadjuvante = |
| 1977 | Gente Fina É Outra Coisa    | —                       | Segmento: "Guerra da Lagosta..."          |
| 1977 | O Jogo da Vida              | Esposa de Bacanaço      |                                           |
| 1978 | Coronel Delmiro Gouveia     | Jove                    |                                           |
| 1978 | O Cortiço                   | Leocádia                |                                           |
| 1978 | Se Segura, Malandro!        | Marilu                  |                                           |
| 1979 | Gargalhada Final            | Mulher do dono do circo |                                           |
| 1979 | O Bom Burguês               | Luzia                   |                                           |
| 1981 | A Mulher Sensual            | Joana                   |                                           |
| 1981 | O Sequestro                 | Petrolina               |                                           |
| 1984 | Noites do Sertão            | Donhã                   |                                           |
| 1984 | Para Viver um Grande Amor   | Nazaré                  |                                           |
| 1985 | Fonte da Saudade            | —                       |                                           |
| 1987 | La Via dura                 | —                       |                                           |
| 1988 | Romance da Empregada        | Vizinha de Fausta       |                                           |
| 1991 | A Grande Arte               | Atendente de Hotel      |                                           |
| 1991 | Demônio 3                   | Maria                   |                                           |
| 1991 | Vai Trabalhar, Vagabundo II | Amante de Dino          |                                           |
| 1995 | Sombras de Julho            | —                       |                                           |
| 1996 | O Lado Certo da Vida Errada | —                       |                                           |
| 1999 | Mauá - O Imperador e o Rei  | Matilde                 |                                           |
| 2001 | Elisa                       | —                       | Curta-metragem                            |
| 2002 | Ator Profissão Amor         | —                       | [ 2 ]                                     |
| 2006 | Sólo Dios sabe              | Duda                    |                                           |

Como diretora e roteirista
| Ano  | Título              | Notas            |
| ---- | ------------------- | ---------------- |
| 2001 | Elisa               | Curta-metragem . |
| 2002 | Ator Profissão Amor |                  |

## Teatro
| Ano  | Título                             |
| ---- | ---------------------------------- |
| 2000 | Ai, ai Brasil - os outros 500 anos |
| 1978 | Ópera do Malandro                  |
| 1975 | Gota d'Água                        |
| 1973 | Calabar, o elogio da traição       |